# Aegilips
Aegilips (em grego:  Αιγίλιψ) é uma ilha grega no Mar Jónico, perto de Ithaca. A ilha também tem o co-nome de ilhas humildes.